# IC 721
IC 721 — галактика типу Sc (компактна спіральна галактика) у сузір'ї Чаша.
Цей об'єкт міститься в оригінальній редакції індексного каталогу.